# Список замков Дамфрис-энд-Галловея
Ниже представлен список замков в округе Дамфрис-энд-Галловей, Шотландия.
| Название                                       | Тип                                 | Дата постройки | Состояние           | Изображение | Владение                                     | Примечания |
| ---------------------------------------------- | ----------------------------------- | -------------- | ------------------- | ----------- | -------------------------------------------- | --- |
| Башня Аббата (англ. Abbot’s Tower)             | рыцарская башня                     | конец XVI в.   | восстановлен        |             | частная собственность                        | В 1990-х годах восстановлен и превращён в частную резиденцию. |
| Башня Амисфилд (англ. Amisfield Tower)         | рыцарская башня                     | XVII в.        | сохранилась         |             | частная собственность                        | Построена кланом Чартерис. Находится в хорошем состоянии и используется как частная резиденция. Также известная как Башня Хемписфилд. Рисунок Френсиса Гроуза прибл. 1789 года. |
| Замок Аннан (англ. Annan Castle)               | рыцарская башня                     | XII в.         | не сохранился       |             |                                              | Построен кланом Брюс, лордами Аннандейл; позже заброшен. Сохранился ров. |
| Замок Ошен (англ. Auchen Castle)               | четырёхугольный замок               | XIV в.         | руины               |             | частная собственность                        | Построен кланом Киркпатрик. В XV веке замком владел клан Дуглас, а затем клан Джонстон. Поблизости стоит одноимённый особняк 1849 года. |
| Замок Ошенскоч (англ. Auchenskeoch Castle)     | рыцарская башня                     | XVII в.        | руины               |             | частная собственность                        | Остатки замка вписаны в современный фермерский дом и охраняются государством. |
| Замок Ошенесс (англ. Auchness Castle)          | рыцарская башня                     | XVI в.         | перестроен          |             | частная собственность                        | Башня встроена в современный фермерский дом. |
| Замок Балдун (англ. Baldoon Castle)            | рыцарская башня                     | XVII в.        | руины               |             | частная собственность                        | Построен кланом Данбар из Уэстфилда. |
| Замок Балманган (англ. Balmangan Castle)       | рыцарская башня                     | XVI в.         | руины               |             | частная собственность                        | Сохранился первый этаж и сводчатый подвал. |
| Замок Бархолм (англ. Barholm Castle)           | рыцарская башня                     | XV в.          | восстановлен        |             | частная собственность                        | Построен одной из ветвей клана Маккалох; перестроен в XVI или XVII веке. Восстановлен в 2003 году и превращён в частную резиденцию. |
| Башня Барьярг (англ. Barjarg Tower)            | рыцарская башня                     | ок. 1680       | руины               |             | частная собственность                        | Земля подарена Томасу Грирсону графом Мортон в 1587 году. Рядом стоит особняк XIX века. |
| Замок Барскоб (англ. Barscobe Castle)          | рыцарская башня                     | 1648           | восстановлен        |             | частная собственность                        | Для постройки использовался камень от замка Трив. Восстановлен в 1971 году. |
| Башня Блэкло (англ. Blacklaw Tower)            | рыцарская башня                     | XVI в.         | фрагментарные руины |             | Комиссия по лесному хозяйству Великобритании | Охраняется государством. |
| Башня Боншоу (англ. Bonshaw Tower)             | рыцарская башня                     | XVI в.         | сохранилась         |             | частная собственность                        | Построена на шотландской границе для защиты от англичан. К башне прилегает особняк XIX века. |
| Башня Бреконсайд (англ. Breckonside Tower)     | рыцарская башня                     | ок. 1591       | перестроен          |             | частная собственность                        | Основательно перестроен и превращён в фермерский дом. |
| Башня Брайдекерк (англ. Brydekirk Tower)       | рыцарская башня                     | XVI в.         | руины               |             | частная собственность                        | Руины вписаны в фермерские здания. |
| Замок Бьюттл (англ. Buittle Castle)            | мотт и бейли                        | XII в.         | руины               |             | Баллиол-колледж                              | Построен лордом Галлоуэя (Утредом или его сыном Лохланном); ассоциируется с Дерворгилой Галлоуэйской. |
| Бьюттл-плейс (англ. Buittle Place)             | рыцарская башня                     | XVI в.         | восстановлен        |             | Баллиол-колледж                              | Включает Башню Бьюттл, которая была построена на месте более раннего укрепления. С 1984 года Бьюттл-плейс и руины замка Бьюттл находятся во владении Баллиол-колледжа. |
| Замок Керлаверок (англ. Caerlaverock Castle)   | треугольный замок                   | XIII в.        | руины               |             | Агентство «Историческая Шотландия»           | Крепость клана Максвелл в XIII—XVII веках, затем заброшена. |
| Замок Кардонесс (англ. Cardoness Castle)       | рыцарская башня                     | XV в.          | руины               |             | Агентство «Историческая Шотландия»           | Построен кланом Маккалох из Миретона, заброшен в начале XVII века. |
| Замок Карслуит (англ. Carsluith Castle)        | рыцарская башня                     | конец XVI в.   | руины               |             | Агентство «Историческая Шотландия»           | Главная башня построена Джеймсом Линдси из Фэргирта, чемберленом Галлоуэйским; затем замок перешёл к клану Браун. Необитаем с 1748 года. |
| Замок Кеннеди (англ. Castle Kennedy)           | замок                               | 1607           | руины               |             | Граф Стэр                                    | Построен на месте рыцарской башни XIII века Джоном Кеннеди, 5-м графом Кассилис. Собственность перешла Далримплсом из Стэра около 1677 года. В 1716 замок сгорел и не был восстановлен.                                                                                                  |
| Замок Парк (англ. Castle of Park)              | рыцарская башня                     | 1590           | восстановлен        |             | Агентство «Историческая Шотландия»           | Восстеновлен в середине XX века. Сдан в аренду Landmark Trust и преобразован в дом отдыха. |
| Замок Святого Иоанна (англ. Castle of St John) | рыцарская башня                     | 1511           | восстановлен        |             | Городской совет Дамфрис-энд-Галловея         | Также известен как замок Странрар. В Викторианскую эпоху здесь находилась тюрьма. В конце 1980-х восстановлен и превращён в музей. |
| Замок Клоузберн (англ. Closeburn Castle)       | рыцарская башня                     | XIV в.         | сохранился          |             | частная собственность                        | Построен кланом Киркпатрик; в 1783 году продан местному священнику. С тех поор замок несколько раз менял владельцев и до сих пор используется как частная резиденция. |
| Замок Комлонгон (англ. Comlongon Castle)       | рыцарская башня                     | конец XV в.    | восстановлен        |             | частная собственность                        | Возведён клоном Мюррей из Кокпула, которые владели им до 1984 года. В конце XIX века пристроен особняк в стиле шотландских баронов. Отремонтирован и превращён в гостиницу. |
| Башня Корнал (англ. Cornal Tower)              | рыцарская башня                     | XVI в.         | руины               |             |                                              | Охотничий домик шотландских королей. В XV веке земли пожалованы клану Карразерс, затем перешли к герцогу Куинсберри. |
| Замок Крагглтон (англ. Cruggleton Castle)      | рыцарская башня                     | XIII в.        | руины               |             | частная собственность                        | Укрепление по типу мотт и бейли на этом месте было возведено в XII веке, когда землями владели лорды Галловея; затем земли перешли к графам Бьюкен. В XIV веке земли принадлежали клану Кеннеди, а в 1424 году переданы приорату Уитхорн.                                                |
| Башня Далсуинтон (англ. Dalswinton Tower)      | рыцарская башня                     | начало XVI в.  | сохранился          |             | руины                                        | Использовался как вход в особняк. Сохранились только башня и подвал. |
| Башня Драмколтран (англ. Drumcoltran Tower)    | рыцарская башня                     | ок. 1570       | сохранилась         |             | Агентство «Историческая Шотландия»           | Построена кланом Максвелл, в 1668 году перешла к клану Ирвин. |
| Замок Драмланриг (англ. Drumlanrig Castle)     | особняк в стиле Возрождения         | 1679—1689      | сохранился          |             | Герцог Баклю и Куинсберри                    | Построен на месте более раннего укрепления. Открыт для публики в определённые даты. |
| Замок Дамфрис (англ. Dumfries Castle)          | мотт и бейли                        | XII в.         | не сохранился       |             |                                              | В 1214 году перестроен в камне. В 1286 году захвачен Робертом Брюсом, 5-м лордом Аннандейл, а в 1306 его недолгое время удерживал Роберт I Брюс. В 1313 году он отбил замок у англичан и, вероятно, разрушил его.                                                                        |
| Замок Дандо (англ. Dundeugh Castle)            | рыцарская башня                     | XVI в.         | руины               |             | Комиссия по лесному хозяйству Великобритании | Построен кланом Гордон на месте укрепления XIII века. |
| Замок Дански (англ. Dunskey Castle)            | рыцарская башня                     | XVI в.         | руины               |             | частная собственность                        | Джон Комин, граф Бьюкен построил первое укрепление на этом месте в конце XIII века. Замок сменил многих владельцев. К 1684 году он лежал в руинах. |
| Замок Эрлстоун (англ. Earlstoun Castle)        | рыцарская башня                     | XVI в.         | заброшен            |             | частная собственность                        | Построен кланом Гордон. Продан в 1740-х годах и постепенно пришёл в упадок. |
| Замок Эдингем (англ. Edingham Castle)          | рыцарская башня                     | 1570—1585      | руины               |             | частная собственность                        | Построен кланом Моррисон. С тех пор несколько раз менял владельцев. |
| Башня Формеркланд (англ. Fourmerkland Tower)   | рыцарская башня                     | 1590           | заброшена           |             |                                              | Построен кланом Максвелл на месте более раннего укрепления. В XIX веке ремонтировалась; обитаема до 1896 года. |
| Башня Френчленд (англ. Frenchland Tower)       | рыцарская башня                     | конец XVI в.   | руины               |             |                                              | Построена семьёй Френч. Обитаема как минимум до 1720 года. |
| Фрайарс Карс (англ. Friars Carse)              | особняк в стиле шотландских баронов | 1873           | сохранился          |             | частная собственность                        | Построен на месте более раннего сооружения. В настоящее время гостиница. |
| Замок Галденох (англ. Galdenoch Castle)        | рыцарская башня                     | 1547           | сохранился          |             |                                              | Охраняется государством. |
| Башня Гилноки (англ. Gilnockie Tower)          | рыцарская башня                     | ок. 1520       | восстановлена       |             | Клан Армстронг                               | Также известная как Башня Холлоус. Построена Джонни Армстронгом, известным преступником и героем местных легенд. В 1528 году сгорела, позже отстроена. В 1978 приобретена кланом Армстронг, в 2014—2018 годах восстановлена.                                                             |
| Башня Хиллс (англ. Hills Tower)                | рыцарская башня                     | ок. 1527       | сохранилась         |             | Клан Маккаллох из Ардуолла                   | Построена Эдвардом Максвеллом; в 1721 году добавлено восточное крыло в георгианском стиле. Сохранились оригинальные бармкин (защитное ограждение) и торхаус. В 1994 году перешла по браку к Маккаллохам из Ардуолла.                                                                     |
| Замок Ходдом (англ. Hoddom Castle)             | рыцарская башня                     | XVI в.         | сохранился          |             | частная собственность                        | Башня вероятно построена сэром Джоном Максвеллом. В 1653 году приобретена графом Саутеск и расширена. В 1826 году архитектор Уильям Берн добавил два больших крыла (почти были полностью снесены в 1970-х годах). В оставшихся зданиях располагаются офисы, башня находится под угрозой. |
| Башня Айсл (англ. Isle Tower)                  | рыцарская башня                     | ок. 1565       | руины               |             |                                              | Также известная как башня Лохар. Построена кланом Максвелл. Обитаема до 1667 года, после чего была заброшена и пришла в упадок. |
| Замок Айсл (англ. Isle Castle)                 | рыцарская башня                     | 1674           | сохранился          |             | частная собственность                        | Частная резиденция. |
| Замок Кенмур (англ. Kenmure Castle)            | рыцарская башня                     | XVI в.         | руины               |             |                                              | Построен кланом Гордон из Лохинвара. Разрушен в июне 1568 года противниками Марии Стюарт после битвы при Лангсайде. Сохранившийся замок по большей части датируется XVII веком. Реконструирован в XIX веке, с середины XX века заброшен.                                                 |
| Башня Киркконнелл (англ. Kirkconnell Tower)    | рыцарская башня                     | XV в.          | сохранилась         |             | частная собственность                        | Частная резиденция. |
| Замок Керкубри (англ. Kirkcudbright Castle)    | рыцарская башня                     | XIII в.        | руины               |             |                                              | Построен кланом Комин на месте более раннего укрепления; в 1310-х годах захвачен Робертом Брюсом и разрушен. |
| Башня Лаг (англ. Lag Tower)                    | рыцарская башня                     | XVI в.         | руины               |             |                                              | Построен кланом Грирсон. |
| Башня Лангхольм (англ. Langholm Tower)         | рыцарская башня                     | XVI в.         | руины               |             |                                              | Построена кланом Армстронг, почти полностью разобрана в 1725 году. |
| Башня Лоххаус (англ. Lochhouse Tower)          | рыцарская башня                     | ок. 1550       | восстановлена       |             | частная собственность                        | Восстановлена в конце 1970-х в качестве частной резиденции. |
| Замок Лохинх (англ. Lochinch Castle)           | особняк в стиле шотландских баронов | 1867           | сохранился          |             | Граф Стэр                                    | Выстроен в садах замка Кеннеди. Частная резиденция графов Стэр. |
| Замок Лохмабен (англ. Castle)                  | замок                               | ок. 1298       | руины               |             | Агентство «Историческая Шотландия»           | Построен королём Эдуардом I вместо замка по типу мотт и бейли, выстроенного кланом Брюс ок. 1160 года (от него осталась лишь насыпь). Перестроен в конце XV века. В XVII веке заброшен и пришёл в упадок.                                                                                |
| Замок Лохнау (англ. Lochnaw Castle)            | рыцарская башня                     | XVI в.         | сохранился          |             | частная собственность                        | В 1363 году замок пожалован клану Эгню; в 1390 году разрушен Арчибальдом Дугласом, 3-м графом Дуглас. Новый замок XVI века значительно расширен в XVII и XVIII веках. Продан в 1948 году.                                                                                                |
| Башня Лохвуд (англ. Lochwood Tower)            | рыцарская башня                     | XV в.          | руины               |             | частная собственность                        | Построена кланом Джонстон. В 1585 году сожжена кланами Максвелл и Армстронг, позже восстановлена. Заброшена ок. 1724 года и пришла в упадок. |
| Замок Маклеллан (англ. MacLellan’s Castle)     | рыцарская башня                     | ок. 1577       | руины               |             | Агентство «Историческая Шотландия»           | Построен кланом Маклеллан, продан в 1752 году. В 1782—1912 годах во владении графов Селкирк, передан государству. |
| Замок Мортон (англ. Morton Castle)             | четырёхугольный замок               | XV в.          | руины               |             | Агентство «Историческая Шотландия»           | Выстроен на месте рыцарской башни XIII века. |
| Замок Маусуолд (англ. Mouswald Castle)         | рыцарская башня                     | ок. 1562       | руины               |             |                                              | Построен кланом Карразерс. В 1564 году Марион Карразерс совершила самоубийство, чтобы избежать брака с Джеймсом Дугласом, 7-м бароном Драмланриг. Маусуолд перешёл к Уильяму Дугласу. |
| Замок Миретон (англ. Myreton Castle)           | рыцарская башня                     | XVI в.         | руины               |             | частная собственность                        | Построен на месте замка по типу мотт и бейли кланом Маккалох из Миретона; позже продан клану Максвелл. |
| Замок Ньюби (англ. Newbie Castle)              | рыцарская башня                     | XV в.          | не сохранился       |             | частная собственность                        | Построен семьёй Корри. Снесён в 1816 году; фрагмент стены включён в фермерские постройки. |
| Замок Орчардтон (англ. Orchardton Castle)      | особняк в стиле шотландских баронов | 1878—1883      | сохранился          |             | частная собственность                        | Ранее известен как Орчардтон-хаус. В 1944 году военный госпиталь, в 1950-х — гостиница, в 1960—1881 годах — школа. |
| Башня Орчардтон (англ. Orchardton Tower)       | рыцарская башня                     | конец XV в.    | руины               |             | Агентство «Историческая Шотландия»           | Построен кланом Кэрнс. В 1616 году продан клану Максвелл, в 1785 году клану Дуглас. |
| Замок Плантон (англ. Plunton Castle)           | рыцарская башня                     | ок. 1575       | руины               |             | частная собственность                        | Построен кланом Леннокс из Плантона. К 1838 году заброшен и пришёл в упадок. |
| Башня Репентанс (англ. Repentance Tower)       | сторожевая башня                    | 1565           | сохранилась         |             | частная собственность                        | Построена кланом Максвелл. С прибл. 1627 года несколько раз перепродавался. |
| Башня Робгилл (англ. Robgill Tower)            | рыцарская башня                     | ок. 1540       | сохранилась         |             | частная собственность                        | Построена кланом Ирвин, к 1834 году продана. В XIX веке значительно перестроена. Частная резиденция. |
| Башня Раско (англ. Rusko Tower)                | рыцарская башня                     | начало XVI в.  | восстановлена       |             | частная собственность                        | Построена для Роберта Гордона и Мариоты Карсон. Продана в XVII веке; постоянно обитаема до конца XIX века, затем заброшена. В 1970-х приобретена Грэмом Карсоном и восстановлена. Остаётся семейной резиденцией.                                                                         |
| Замок Санкуар (англ. Sanquhar Castle)          | четырёхугольный замок               | XIII в.        | руины               |             | частная собственность                        | Построен кланом Росс, в XIV веке перешёл к клану Крайтон. В середине XVII века продан Уильяму Дугласу, 1-му герцогу Куинсберри, и замок начал приходить в упадок. К конце XIX века Джон Крайтон-Стюарт, 3-й маркиз Бьют, пытался восстановить замок.                                     |
| Башня Сорби (англ. Sorbie Tower)               | рыцарская башня                     | конец XVI в.   | руины               |             | Агентство «Историческая Шотландия»           | Построен кланом Хэнни. В 1677 году продан графу Галлоуэй, заброшен в 1748 году. Возвращён клану Хэнни в 1965 году. |
| Замок Трив (англ. Threave Castle)              | рыцарская башня                     | ок. 1370       | руины               |             | Агентство «Историческая Шотландия»           | Построен для Арчибальда Свирепого, оплот графов Дуглас. В 1449 году 8-й граф Дуглас укрепил замок. Перешёл к клану Максвелл в XVI веке, разрушен в Епископские войны. |
| Замок Тибберс (англ. Tibbers Castle)           | мотт и бейли                        | конец XIII в.  | не сохранился       |             | Герцог Баклю и Куинсберри                    | Построен в камне на месте более раннего укрепления. Был во владении графов Морей и Марч. Заметна насыпь; на территории замка Драмланриг. |
| Замок Торторуальд (англ. Torthorwald Castle)   | рыцарская башня                     | XIV в.         | руины               |             | частная собственность                        | Построен на месте замка XII века по типу мотт и бейли. Был во владении клана Киркпатрик, лордов Карлайл из Торторуальда и клана Дуглас. |
| Замок Уошоп (англ. Wauchope Castle)            | мотт и бейли                        | XIII в.        | не сохранился       |             |                                              | Оплот клана Линдси. Перестроен в камне в XV веке. |
| Замок Уигтаун (англ. Wigtown Castle)           | неизвестно                          | XII в.         | не сохранился       |             |                                              | Захвачен Робертом Брюсом, 5-м лордом Аннандейл (1286), Уильямом Уоллесом (1297) и Робертом I Брюсом (после 1313), после чего разрушен. |
| Башня Врит (англ. Wreaths Tower)               | рыцарская башня                     | XVI в.         | руины               |             |                                              | Принадлежала Джеймсу Дугласу, 4-му графу Мортон, который был казнён в 1581 году. |